# Anna Harina
Anna Harina (in ucraino Анна Гаріна?; Kiev, 19 marzo 1971) è una schermitrice ucraina, specializzata nella spada. Ha vinto una medaglia di bronzo ai Campionati mondiali di scherma.